# Peter-Tobias Stoll

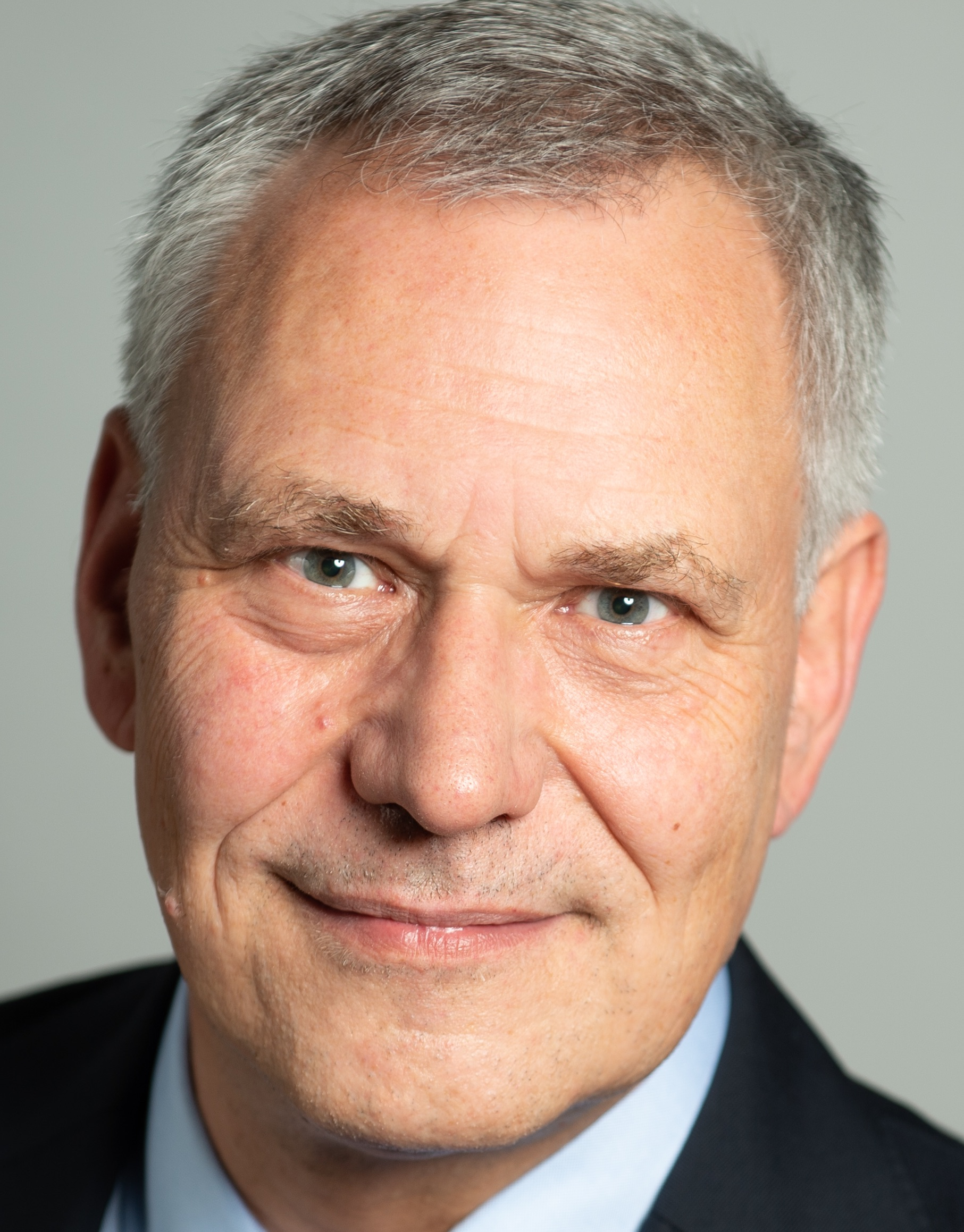
Peter–Tobias Stoll, 2019

Peter-Tobias Stoll (* 1959 in Wuppertal) ist ein deutscher Rechtswissenschaftler. Er lehrt öffentliches Recht, Völker- und Europarecht an der Juristischen Fakultät der Georg-August-Universität Göttingen und ist geschäftsführender Direktor des dortigen Instituts für Völkerrecht und Europarecht. Er leitet die Abteilung für internationales Wirtschafts- und Umweltrecht des Instituts. Zu seinen Forschungsgebieten gehören das Völker- und Europarecht, das Recht der Weltwirtschaftsordnung und Fragen der nachhaltigen Entwicklung.

## Werdegang
Peter-Tobias Stoll verbrachte seine Schulzeit in Bremen und absolvierte dort ein Bankvolontariat. Nach dem Abitur studierte er in Hamburg, Lausanne und Bonn Rechtswissenschaften und legte die erste juristische Staatsprüfung ab. Danach wurde er wissenschaftlicher Mitarbeiter am Walther-Schücking-Institut für internationales Recht der Christian-Albrechts-Universität zu Kiel. Dort absolvierte er auch den juristischen Vorbereitungsdienst, den er 1988 mit der zweiten juristischen Staatsprüfung abschloss. Er war von 1990 bis 1993 Mitglied der DFG-Graduiertenkollegs „Betriebswirtschaft für Technologie und Innovation“ und „Nationales, europäisches und internationales Umweltrecht“.
1994 promovierte Stoll an der Rechtswissenschaftlichen Fakultät der Christian-Albrechts-Universität Kiel mit einer Dissertation zu dem Thema „Technologietransfer, Internationalisierungs- und Nationalisierungstendenzen – die Gestaltung zwischenstaatlicher Wirtschaftsbeziehungen, privater Verfügungsrechte und Transaktionen durch die Vereinten Nationen, die UNCTAD, die WIPO und die Uruguay Runde des GATT“ die mit dem Preis des Kieler Doctores Iuris der Rechtswissenschaftlichen Fakultät der Christian-Albrechts-Universität Kiel e. V. ausgezeichnet wurde.
1993 wurde Stoll wissenschaftlicher Referent am Max-Planck-Institut für ausländisches öffentliches Recht und Völkerrecht in Heidelberg und war dort für die Referatsgebiete 'Internationales Wirtschaftsrecht' und 'Südafrika' zuständig. 1994 ging er als Gastprofessor an die University of Minnesota. Während er 1995 auch Lehraufträge an der juristischen Fakultät der Ruprecht-Karls-Universität Heidelberg übernahm, beteiligte er sich als Rechtsberater an internationalen Verhandlungen für die Bundesregierung (Auswärtiges Amt, Bundesministerium für Landwirtschaft, Ernährung und Forsten, Bundesministerium für Umwelt, Naturschutz und Reaktorsicherheit).
Nach seiner Habilitation mit dem Thema „Sicherheit als Aufgabe von Staat und Gesellschaft – Staatsordnung, Umwelt- und Technikrecht im Umgang mit Unsicherheit und Risiko“ 2001 in Heidelberg nahm er zum Wintersemester 2001/2002 einen Ruf auf eine Professur für Öffentliches Recht, insbesondere Völkerrecht (internationales Wirtschaftsrecht) an der Georg-August-Universität Göttingen an und ist seitdem Direktor am dortigen Institut für Völkerrecht und Europarecht. 
Die Europäische Kommission erkannte ihm 2018 für drei Jahre den Jean-Monnet Lehrstuhl für European and Global Sustainable Development Through Law zu.
Prof. Stoll war von 2008 bis 2021 auch der deutsche Direktor des Deutsch-Chinesischen Institut für Rechtswissenschaft der Universitäten Göttingen und Nanjing.

## Hauptwerke (Auswahl)
- mit Frank Schorkopf: WTO – Welthandelsordnung und Welthandelsrecht. Heymanns, Köln u. a. 2002, ISBN 3-452-24850-X.
- mit Jan Busche: TRIPs – Internationales und europäisches Recht des geistigen Eigentums. 2. Auflage. Heymanns, Köln u. a. 2011, ISBN 978-3-452-27512-7.
- Sicherheit als Aufgabe von Staat und Gesellschaft: Verfassungsordnung, Umwelt- und Technikrecht im Umgang mit Unsicherheit und Risiko. Mohr Siebeck, Tübingen 2003, ISBN 3-16-147871-1.
- mit Rüdiger Wolfrum, Stephanie Franck: Die Gewährleistung freier Forschung an und mit Genen und das Interesse an der wirtschaftlichen Nutzung ihrer Ergebnissen. Lang, Frankfurt am Main u. a. 2002, ISBN 3-631-39553-1.
- mit Margret Kraul: Wissenschaftliche Politikberatung. Wallstein Verlag, Göttingen 2011, ISBN 978-3-8353-0643-1.

## Mitgliedschaften und Funktionen
- Arbeitskreis Europäische Integration
- Societas Iuris Publici Europaei
- European Society of International Law
- Deutsche Gesellschaft für Völkerrecht
- International Law Association
- Deutsche Gesellschaft Vereinte Nationen – Forschungsstelle
- Gesellschaft für Umweltrecht
- Landesjustizprüfungsamt für das Land Niedersachsen
- Göttinger Rechtswissenschaftliche Gesellschaft e. V.